# Volkswagen Polo GTI R5
Volkswagen Polo GTI R5 è stata una variante da competizione della Volkswagen Polo omologata per la categoria R5, sviluppata dal reparto corse della casa automobilistica tedesca Volkswagen per competere nella serie WRC-2 del campionato del mondo rally. A partire da novembre 2019 cessa di essere prodotta nonché supportata dalla casa madre

## Descrizione
Era l'erede della Volkswagen Polo R WRC. La Polo GTI R5 fece il suo debutto nel 2018 al Rally di Catalunia, dove fu guidata da Petter Solberg e Eric Camilli.

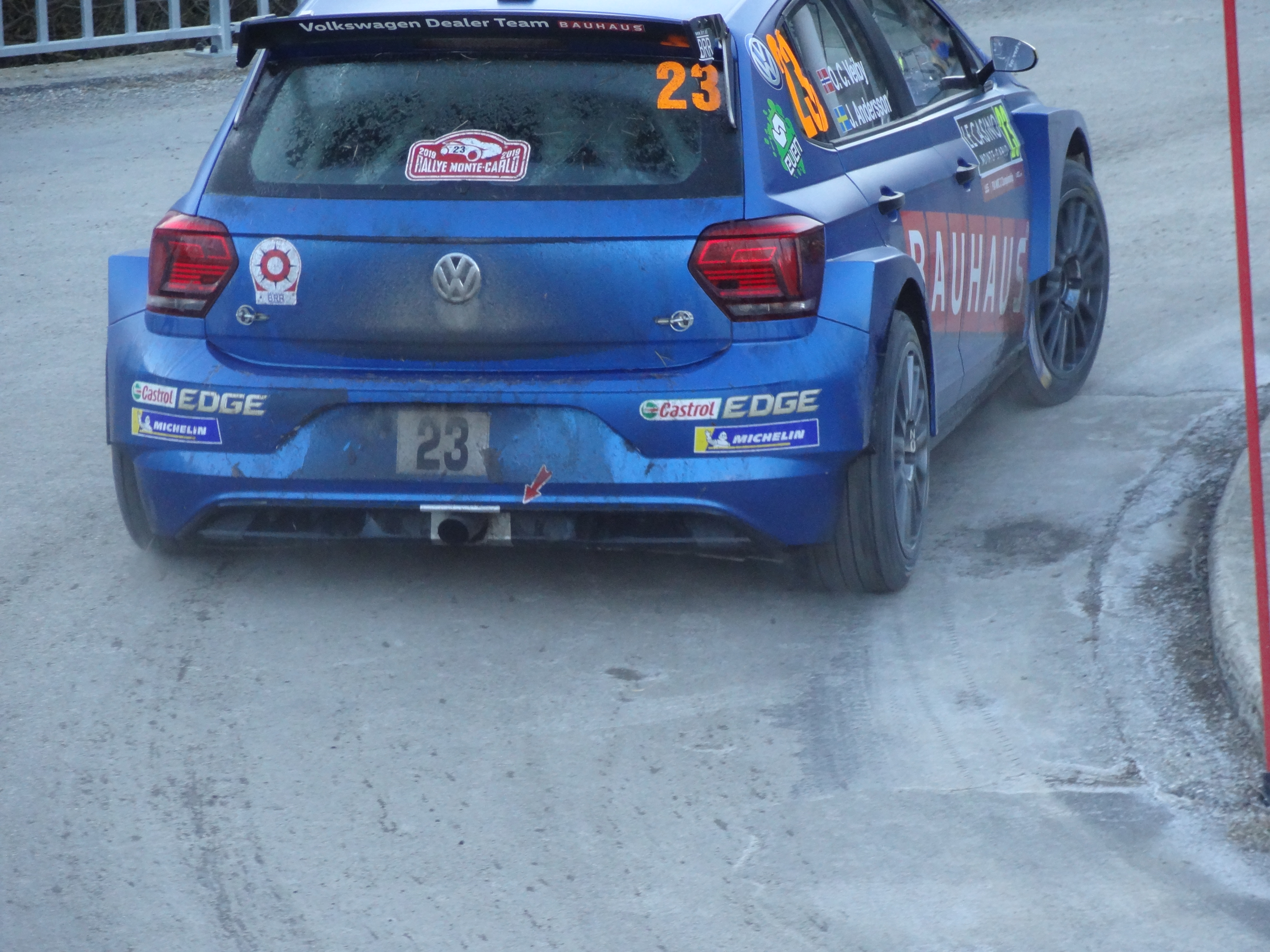
Ole Christian Veiby al Rally di Monte Carlo 2019 su Polo GTI R5

Dopo quattro anni nella categoria WRC con la Volkswagen Polo R WRC, nel 2016 la Volkswagen Motorsport iniziò lo sviluppo di una nuova Polo WRC per rispettare i regolamenti e le specifiche del 2017. Nonostante i numerosi test effettuati sulla vettura, nel novembre del 2016 la Volkswagen annunciò che avrebbe annullato lo sviluppo della nuova Polo e che si sarebbe ritirata dal World Rally Championship. Nell'aprile del 2017, la Volkswagen ri-annunciò l'intenzione di rimanere nelle competizioni rallistiche, con l'intenzione di sviluppare la nuova Volkswagen Polo GTI per la categoria R5, da utilizzare principalmente da team e piloti privati nel World Rally Championship-2, nel campionato europeo (ERC) e nei campionati nazionali.
La R5 Polo fu sviluppata in collaborazione con la Skoda, che già aveva sviluppato la Skoda Fabia R5. Nel dicembre del 2017, Volkswagen presentò ufficialmente la Polo GTI R5. Il motore è un 1,6 litri 4 cilindri turbocompresso che sviluppa 272 cavalli e 400 Nm di coppia.
Poco dopo, la Volkswagen consegnò quindici vetture a vari team europei e sudamericani. La scuderia rallistica austriaca BRR Baumschlager Rallye & Racing ne aveva acquistati tre, altre sono state acquistate da HK Racing (Italia), da Printsport (Finlandia) e da Kristoffersson Motorsport (Svezia).

## Vittorie nei rally

### WRC2
| # | Anno | Rally                  | Pilota              | Co-pilota       |
| - | ---- | ---------------------- | ------------------- | --------------- |
| 1 | 2019 | Rally di Svezia        | Ole Christian Veiby | Jonas Andersson |
| 2 | 2019 | Rally di Gran Bretagna | Petter Solberg      | Phil Mills      |
| 3 | 2021 | Rally Artico           | Esapekka Lappi      | Janne Ferm      |
| 4 | 2021 | Rally del Portogallo   | Esapekka Lappi      | Janne Ferm      |
| 5 | 2021 | Rally di Finlandia     | Teemu Suninen       | Mikko Markkula  |

### WRC3
| # | Anno | Rally           | Pilota         | Co-pilota      |
| - | ---- | --------------- | -------------- | -------------- |
| 1 | 2020 | Rally d'Estonia | Oliver Solberg | Aaron Johnston |
| 2 | 2021 | Safari Rally    | Onkar Rai      | Drew Sturrock  |

### ERC
| # | Anno | Rally                     | Pilota            | Co-pilota              |
| - | ---- | ------------------------- | ----------------- | ---------------------- |
| 1 | 2019 | Rally Liepāja             | Oliver Solberg    | Aaron Johnston         |
| 2 | 2019 | Rally di Cipro            | Nasser Al-Attiyah | Mathieu Baumel         |
| 3 | 2020 | Rally Liepāja             | Oliver Solberg    | Aaron Johnston         |
| 4 | 2021 | Rally Liepāja             | Nikolay Gryazin   | Konstantin Aleksandrov |
| 5 | 2022 | Rally Serras de Fafe      | Nil Solans        | Marc Martí             |
| 6 | 2022 | Rally delle Isole Canarie | Nil Solans        | Marc Martí             |
| 7 | 2023 | Rally di Scandinavia      | Oliver Solberg    | Elliott Edmondson      |